# 出島

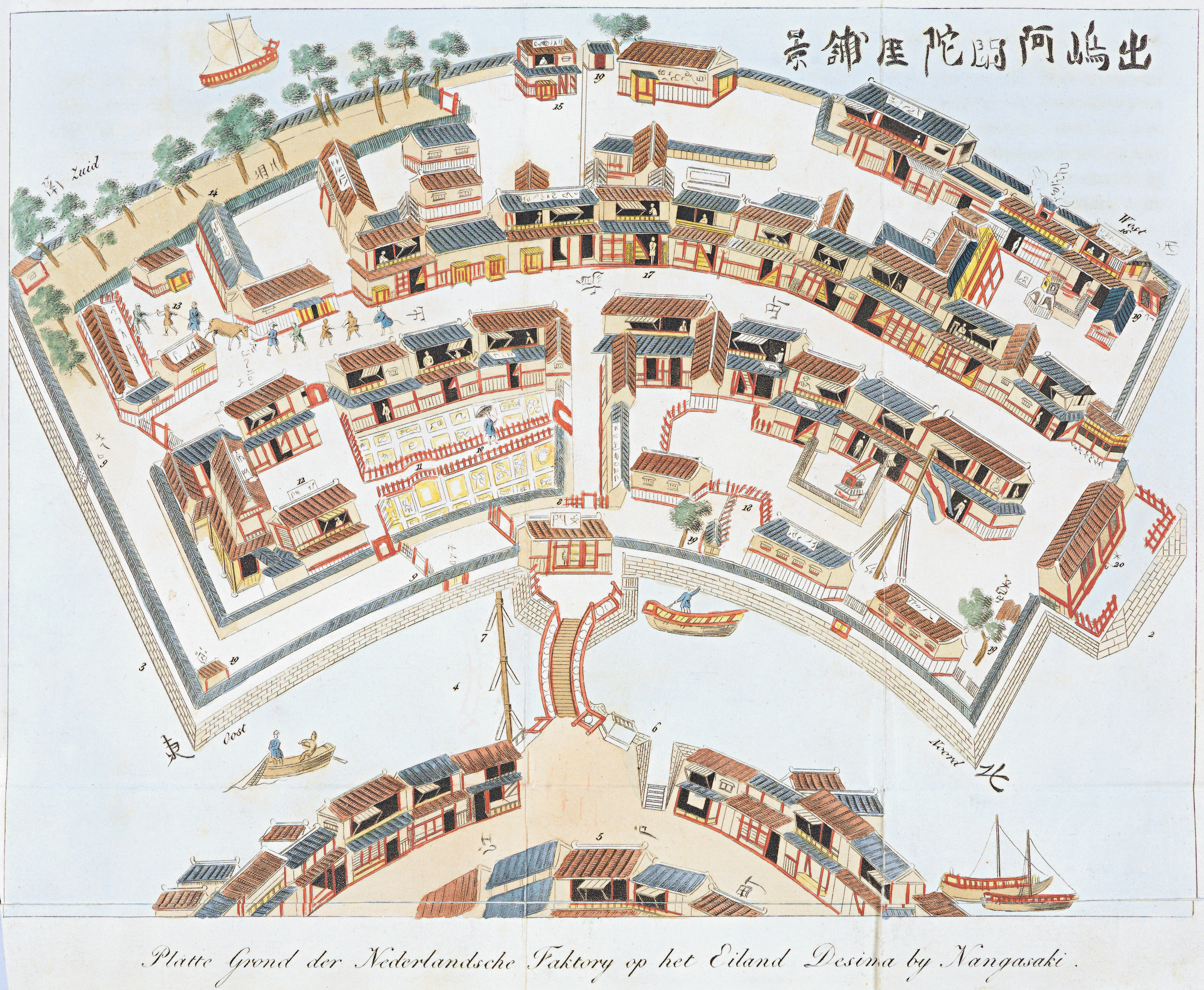
長崎出島及荷蘭貿易站的平面圖，繪于1824年至1825年間

出島（日语：／ Dejima）是一個曾在日本江戶時代肥前國（現在的長崎縣）長崎港內的扇形人工島、外國人居留地。在1641年到1859年期間，是荷蘭商館所在地。在鎖國政策實行期間，出島是日本對西方開放的唯一窗口。

## 歷史

### 出島的誕生

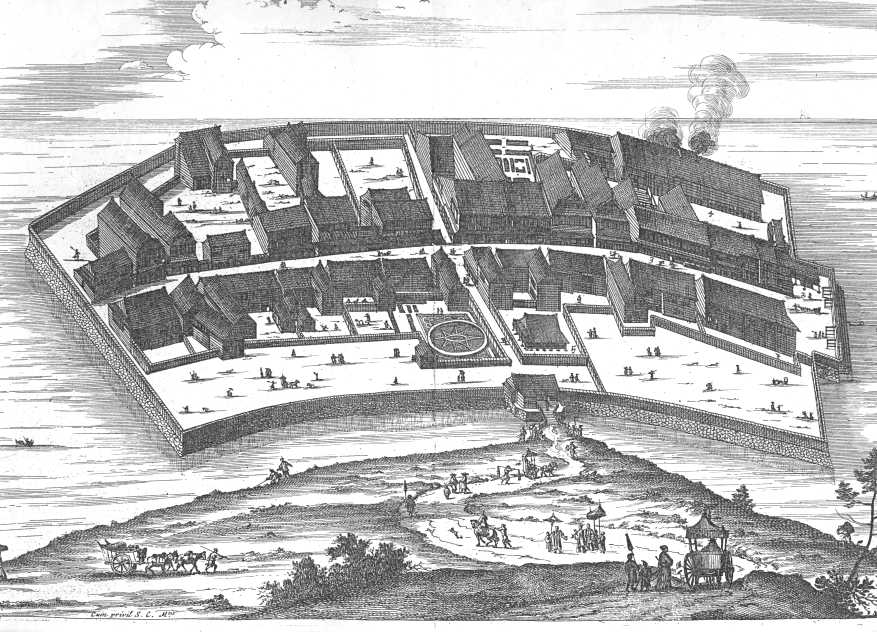
荷蘭東印度公司長崎貿易站。1669年

1634年幕府將軍德川家光下令建築出島，1636年完工，最初作為葡萄牙人的收容地。島的建造費用是由長崎町眾（有力商人）支付，葡萄牙人每年向町眾支付租銀80貫。1637年發生島原之亂（天主教徒暴動），1639年江戶幕府驅逐所有葡萄牙人、禁止葡萄牙船隻停靠日本。葡萄牙人被驅逐後，以往每年從葡屬澳門來的葡萄牙商船不再停泊長崎，長崎經濟大受影響；原先出資建築出島的町眾，對於資金不能回收也感到為難。1641年，幕府強迫荷蘭東印度公司將商館由平戶移往出島。荷蘭人每年向町眾支付租銀55貫。原則上日本人除了公事以外不能進入出島，荷蘭人也不得任意離開島上。

### 規模與建築
出島是實行鎖國政策之後，西方人唯一可以在日本合法滯在的地方。出島是一個小島嶼，北側長約190米、南側約233米、東西側寬約70米，面積共3,969坪（13,696平方公尺，約兩個標準足球場大小），由一條橋連接長崎市內。島上包括商館長宅、商館員宅、倉庫、炊事場、浴室、家畜小屋、日本官員守候室等數十棟建築以及菜園等。

### 人事組織
平常留守在荷蘭商館的人員有：商館長官（日本人稱為甲比丹）、次席、倉庫長、書記官、商館医、廚師、木匠、鍛治、召使（黒人）等約15人左右居住。荷蘭商館被置於長崎奉行的管轄之下，長崎町年寄之下的乙名與荷蘭人直接交涉。出島乙名是出島的負責人，負責監視荷蘭人、商品的卸貨、貨款支付、日本人的出入、荷蘭人的日用品購買等等。在乙名之下有荷蘭通詞、組頭、日行使、筆者、小使、日雇頭、火用心番、探番（門番）、買物使、料理人、給仕、船番、番人、庭番等100個以上的日本人工作。一般而言出島禁止日本人進入（除了遊女以外），不過長崎奉行所官員、長崎町年寄、荷蘭通詞、出島乙名、組頭、日行使、五箇所宿老、出島町人等可在公事時進入出島。

### 貿易

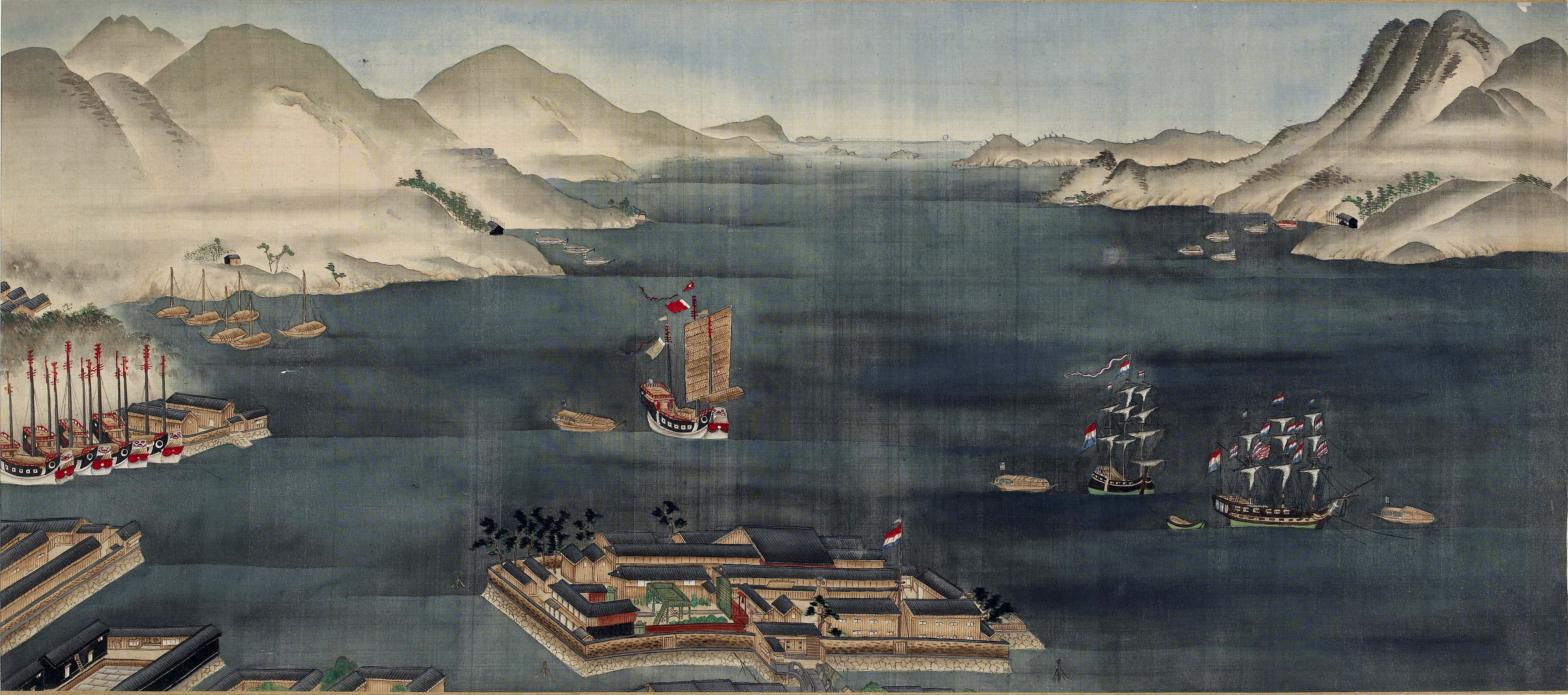
長崎港出島鳥瞰圖；圖中可見兩艘荷蘭船及多艘戎克船，約1820年。

荷蘭共和國商船通常在每年8到9月份利用季風從荷属東印度的巴達維亞來到長崎，等到11至翌年2月份再出港返航。荷蘭船隻入港後需經檢查，帆被沒收直到船隻準備離開。宗教書籍及武器會被沒收及封存，島上禁止進行宗教活動。當時每年約有兩至五艘商船來到日本。從1641年到1847年間，總共有606艘荷蘭船抵達日本，早期船隻抵達次數較頻密。從1715年起，幕府限制每年只能有兩艘荷蘭商船進入長崎。1790年起更減少至每年一艘，1799年又恢復為每年兩艘。
江戶時代初期荷蘭方面的輸入品主要以孟加拉地區、越南東京產的生絲為主，日本輸出的主要產品則是銀。江戶時代中期以後，則是輸入羅紗、天鵝絨、胡椒、砂糖、玻璃製品及書籍等，日本方面的輸出品則主要有銅、樟腦、瓷器及漆器等。由荷蘭人從出島第一次引進日本的事物有：羽毛球、撞球、啤酒、苜蓿、咖啡、鋼琴、塗料、甘藍、番茄及巧克力等。

### 江戶參府

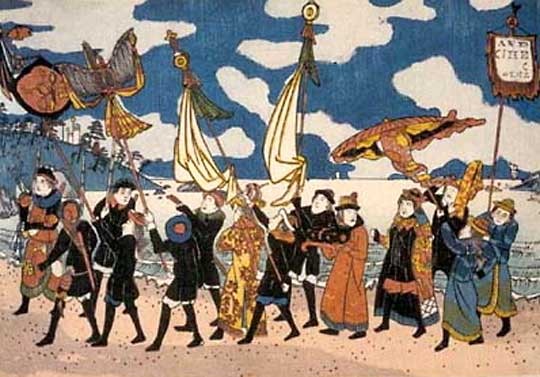
江戶參府，19世紀。

幕府在實施鎖國政策的同時，也亟欲了解葡萄牙等天主教敵對國家的動向以及傳教士潛入日本的狀況，因此要求荷蘭商館收集這些情報，並每年向幕府報告。江戶參府往返平均約需三個月；從1660年起至1790年止每年一次，之後貿易量減少改為四年一次。一行人以商館長、書記、医師等3人為原則，伴隨著日本人的大隊伍。荷蘭商館長官被視為正式的外國使節，江戶參府行列比照其他日本大名的參勤交代。荷蘭人藉由進獻海外情報與奇珍異寶，來換取幕府的信任與通商權；另一方面，隨行的學者則記錄所到之處的風景與人事物，並與日本學者交流。

### 蘭學的發展
享保年間，德川吉宗決定放寬禁書令，允許沒有宣傳基督教義的西洋書籍輸入，讓蘭學在日本得以流傳。有少數歐洲學者自吉宗時期得到了幕府的批准，可以離開出島踏上日本本土，當中包括了非荷蘭人，當他們歸國後，將日本的文化等知識帶回歐洲，這些人包括：恩格尔贝特·肯普弗（医員）、卡爾·佩特·屯貝里（船医）、伊薩克·蒂進（館長）及菲利普·凡·西博爾德（医員）等人。

### 困難時期

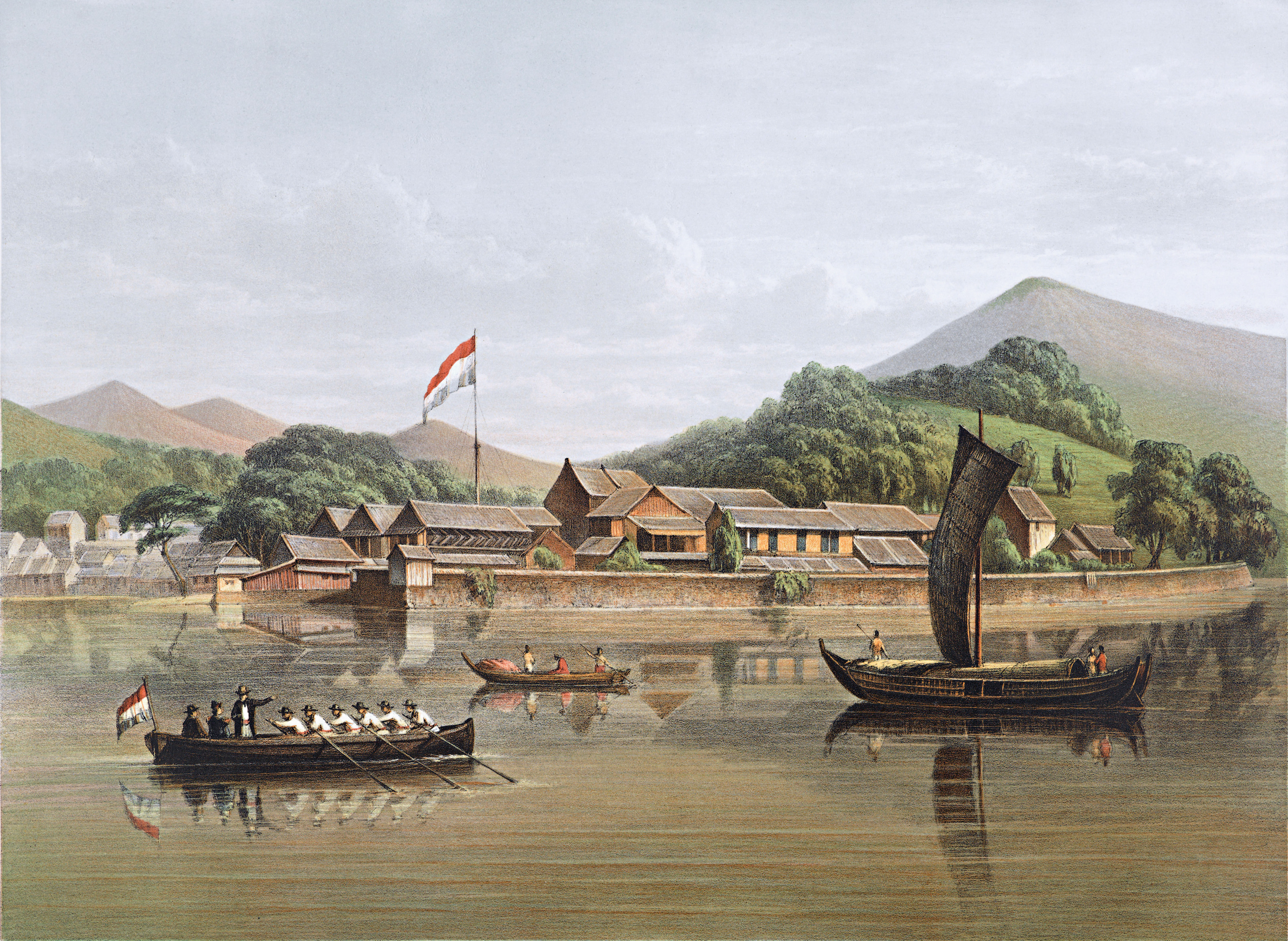
出島，約19世紀。

1795年荷蘭遭法蘭西第一共和國的侵略佔領，成立傀儡國巴達維亞共和國。荷蘭東印度公司也經營惡化，在1799年破產，出島收歸國有。1806年法蘭西帝國皇帝拿破侖·波拿巴任命弟弟路易·波拿巴為荷蘭國王。1810年荷蘭本土遭法國吞併，正式成為法國的一部份。歐洲的戰亂也波及到荷蘭的海外殖民地，與拿破崙敵對的英國掌握了制海權，為避免荷蘭海外資源落入拿破崙手中，荷蘭在南非、荷属圭亞那、蘇利南、印度、錫蘭、马六甲、蘇門答臘、摩鹿加及爪哇等地的殖民地相繼遭到英國攻占淪陷。在1811至1814年期間，出島是世界上唯一還自由飄揚著荷蘭三色旗的地方，直到1815年法國戰敗，荷蘭復國。
荷蘭亡國期間，來往長崎的貿易途徑斷絕，導致出島商館員的日用品短缺、商館財政陷入困難，期間只能由幕府方面免費提供民生必需品，並依靠雇傭美國等中立國船隻的策略維持零星貿易；1815年荷蘭復國後，正常交通方才恢復。
1808年，英船Phaeton號懸掛荷蘭旗進入長崎港，荷蘭商館員出來迎接，卻被挾持為人質；Phaeton號要求食物和水，並威脅擊沉港內船隻。原本應該負責護衛長崎的佐賀藩卻由於承平許久沒有充足的兵力駐屯，長崎奉行松平康英在商館長官 Hendrik Doeff 的進言下只好接受要求，英艦於是退去。在向幕府報告後，松平康英切腹負責了。這個事件促成了英語學習的開端與1825年發布的《異国船打払令》（對於外國船的無差別砲撃）。
1813-14年，爪哇副總督斯坦福·莱佛士兩次遣使長崎，提議由英國人來取代荷蘭人在出島的貿易，但是Doeff堅守荷蘭在日本的利益，拒絕了莱佛士提出的貿易建議。英國對於出島的野心隨著後來荷蘭復國與荷屬東印度歸還荷蘭而不了了之。Doeff的堅貞不屈與高風亮節不僅贏得日本人的尊敬，荷蘭復國後，Doeff歸國也得到了授勳表揚。

### 開國後的出島

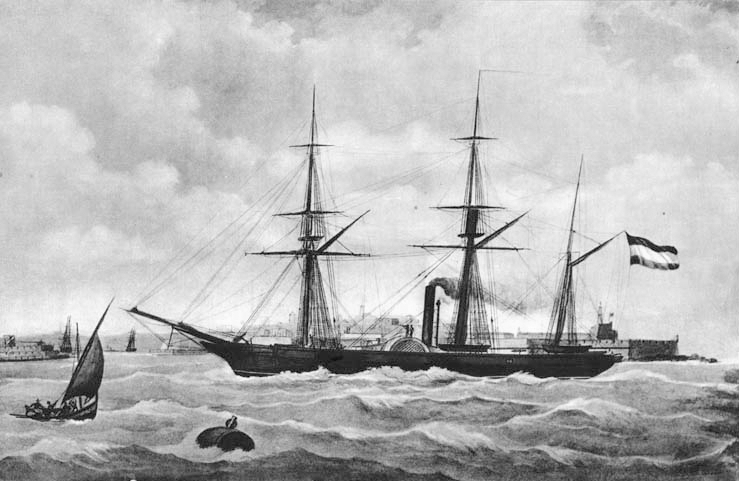
Soembing號/觀光丸，日本第一艘蒸汽船

由於1853年黑船來航的刺激，1855年到1859年幕府在出島旁開辦了長崎海軍傳習所，幕府挑選一些有才能的人在傳習所學習蘭學，老師均為荷蘭人。此外，應幕府要求，1855年荷蘭政府將Soembing號 (日本第一艘蒸汽船) 贈送給幕府，作為長崎海軍傳習所練習艦。
1855年幕府與荷蘭簽署《日蘭和親條約》，1856年幕府發布出島解放令，取消對荷蘭人的監視、准許荷蘭人在長崎市街活動。1858年根據《日蘭通商條約》，商館長官被任命為外交代表。1859年荷蘭人將出島的商館關閉。1860年商館兼荷蘭總領事館，商館長官成為總領事。
出島在1904年因政府改善海灣而被填平，成為了現今長崎市的一部份，原有出島的範圍部分成為道路，部分仍面河。

## 現況及將來
1996年長崎市政府出支170億日圓，開始進行重建出島的工程。第一期工程在2000年完成，第二期工程在2006年完成，預計在2010年為止，在島上加上堀，回復扇形輪廓。

長崎・出島荷蘭商館跡
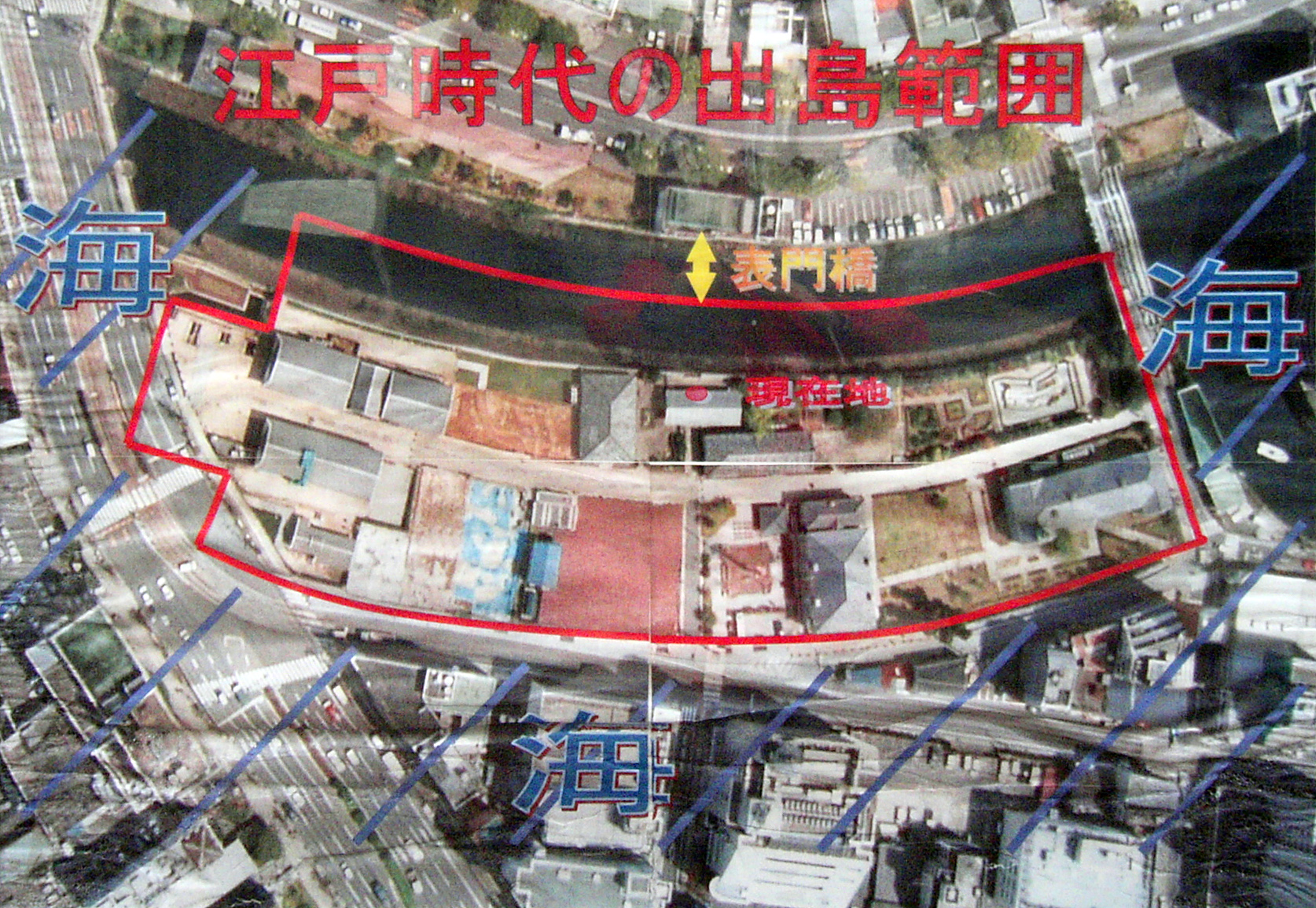
江戶時代的出島範圍
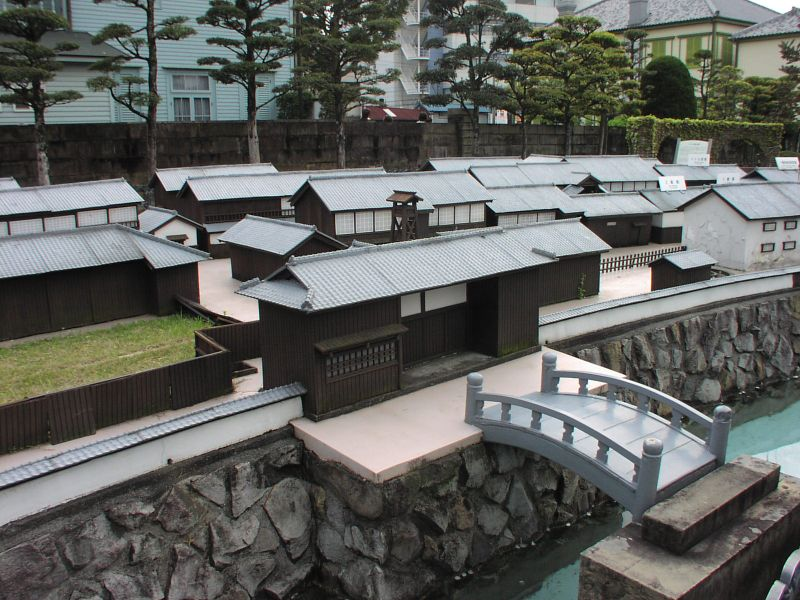
迷你出島 (模型)
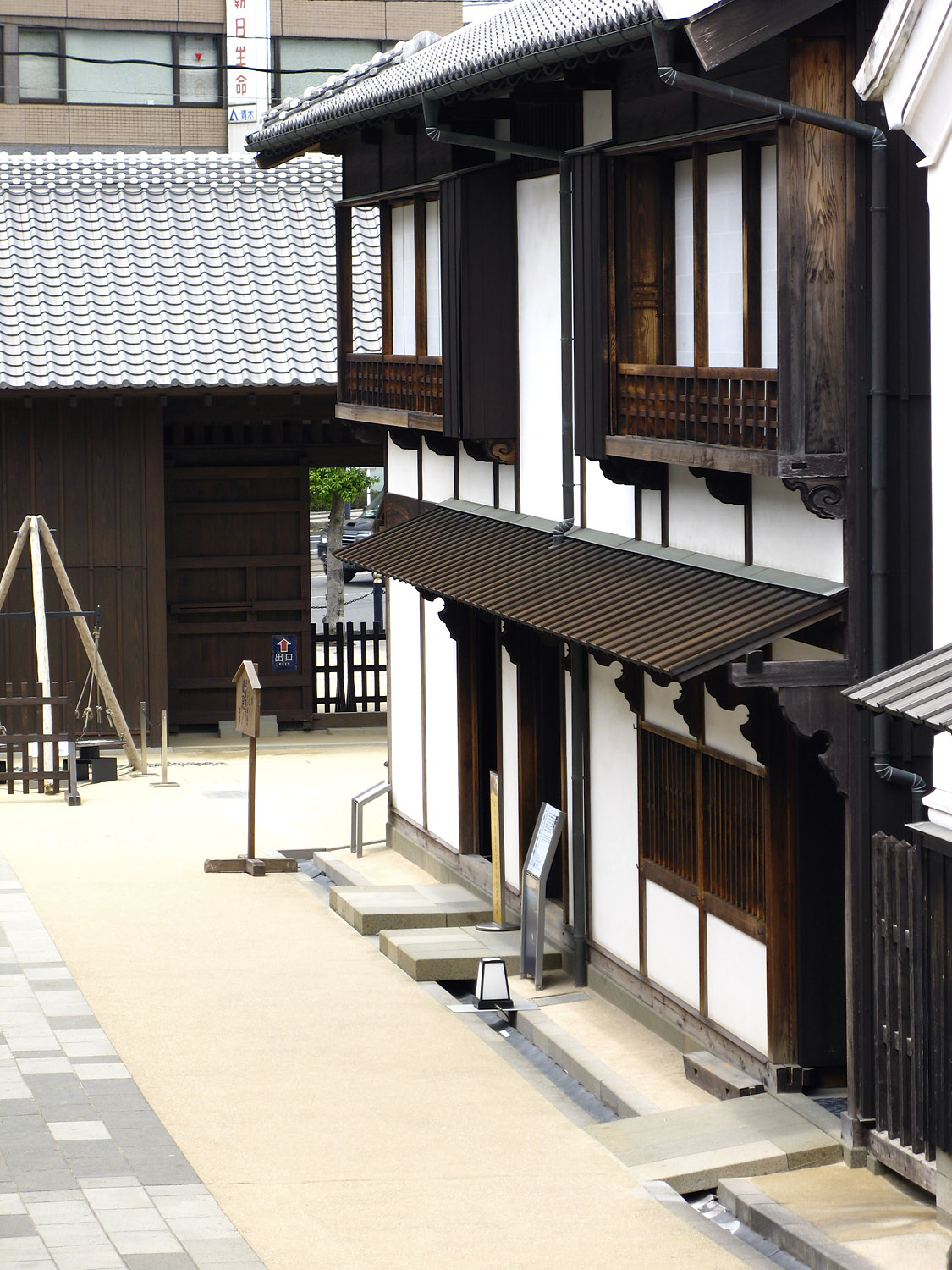
被復原的街角
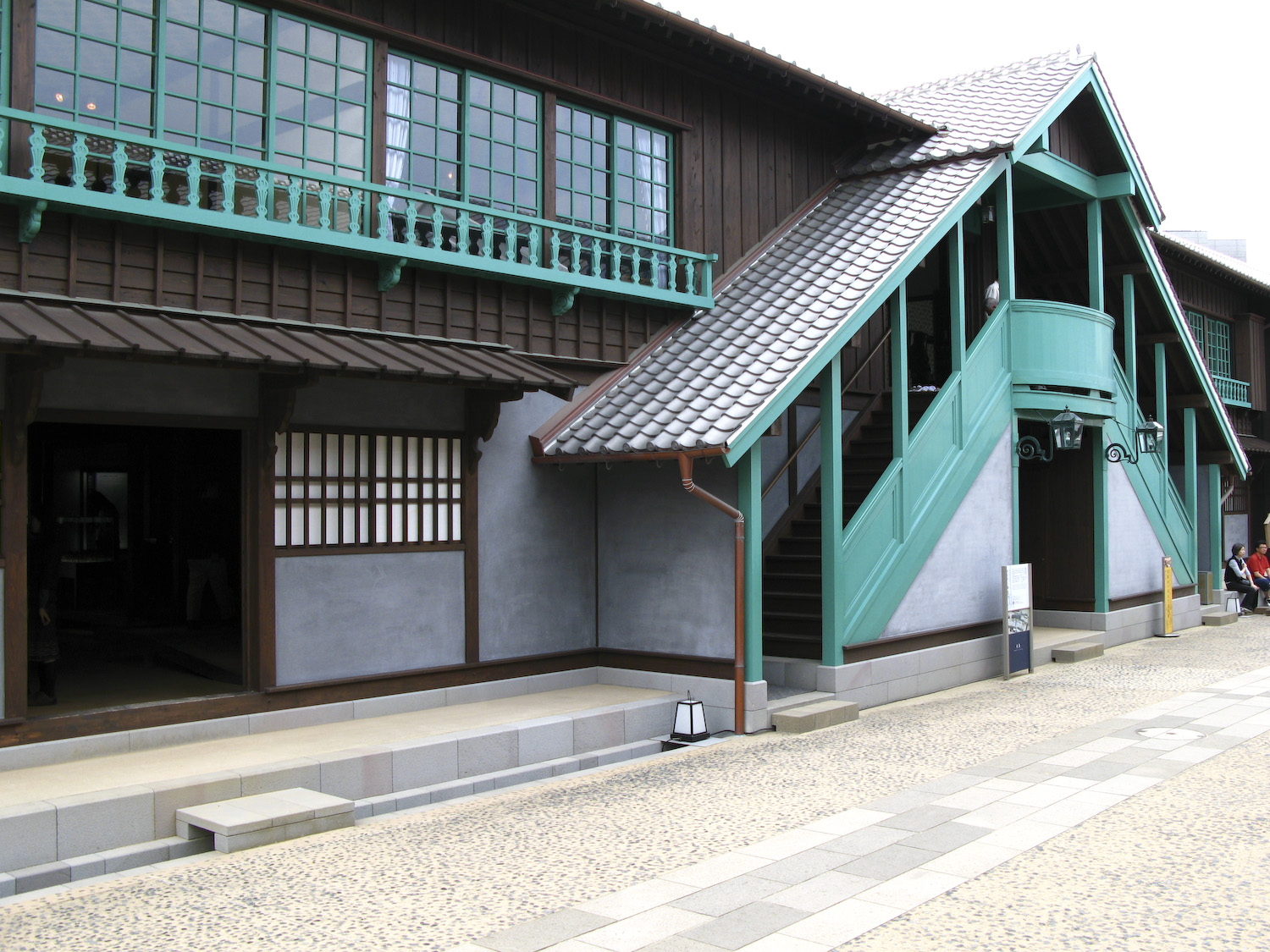
甲比丹部屋
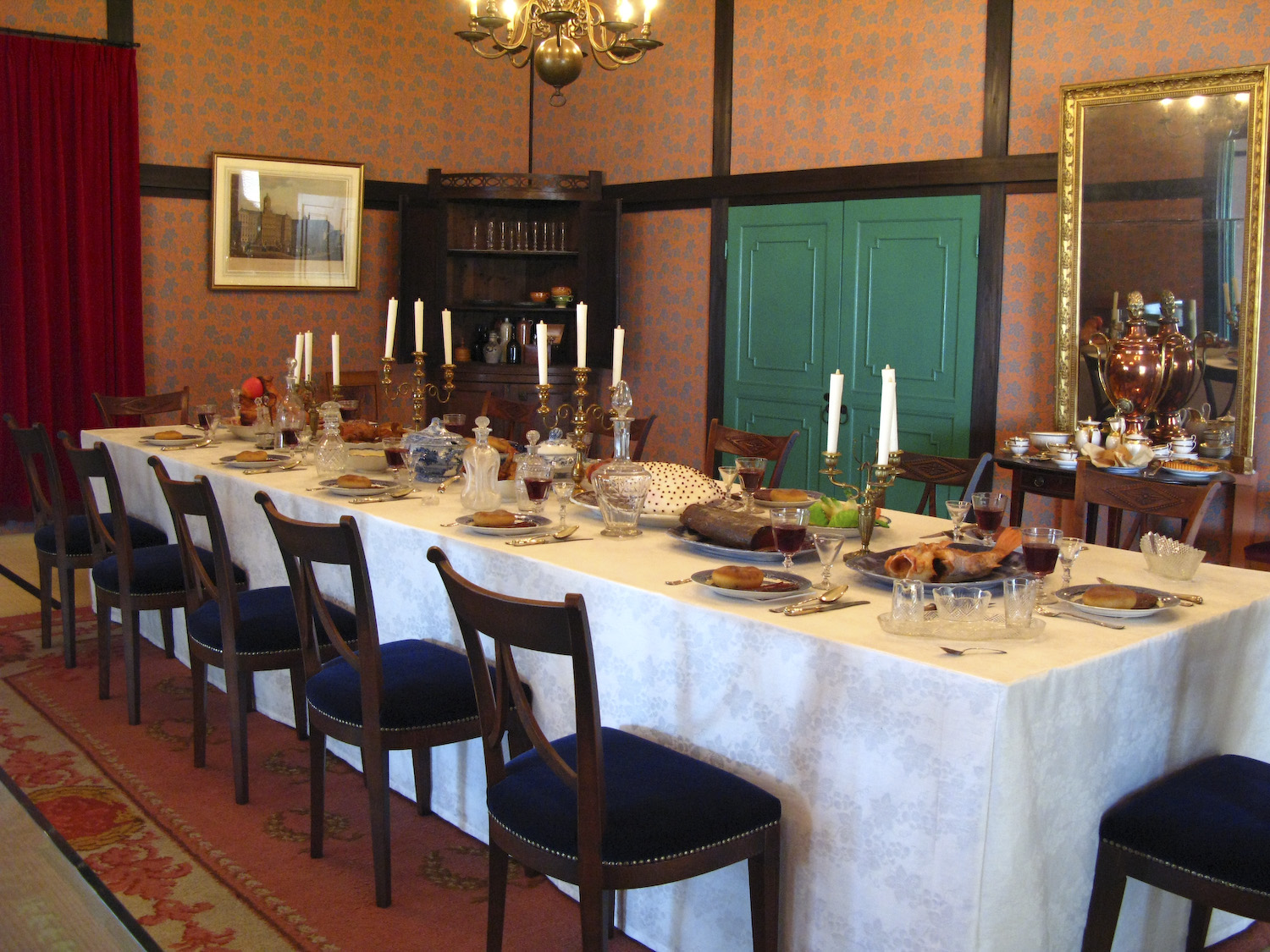
甲比丹部屋
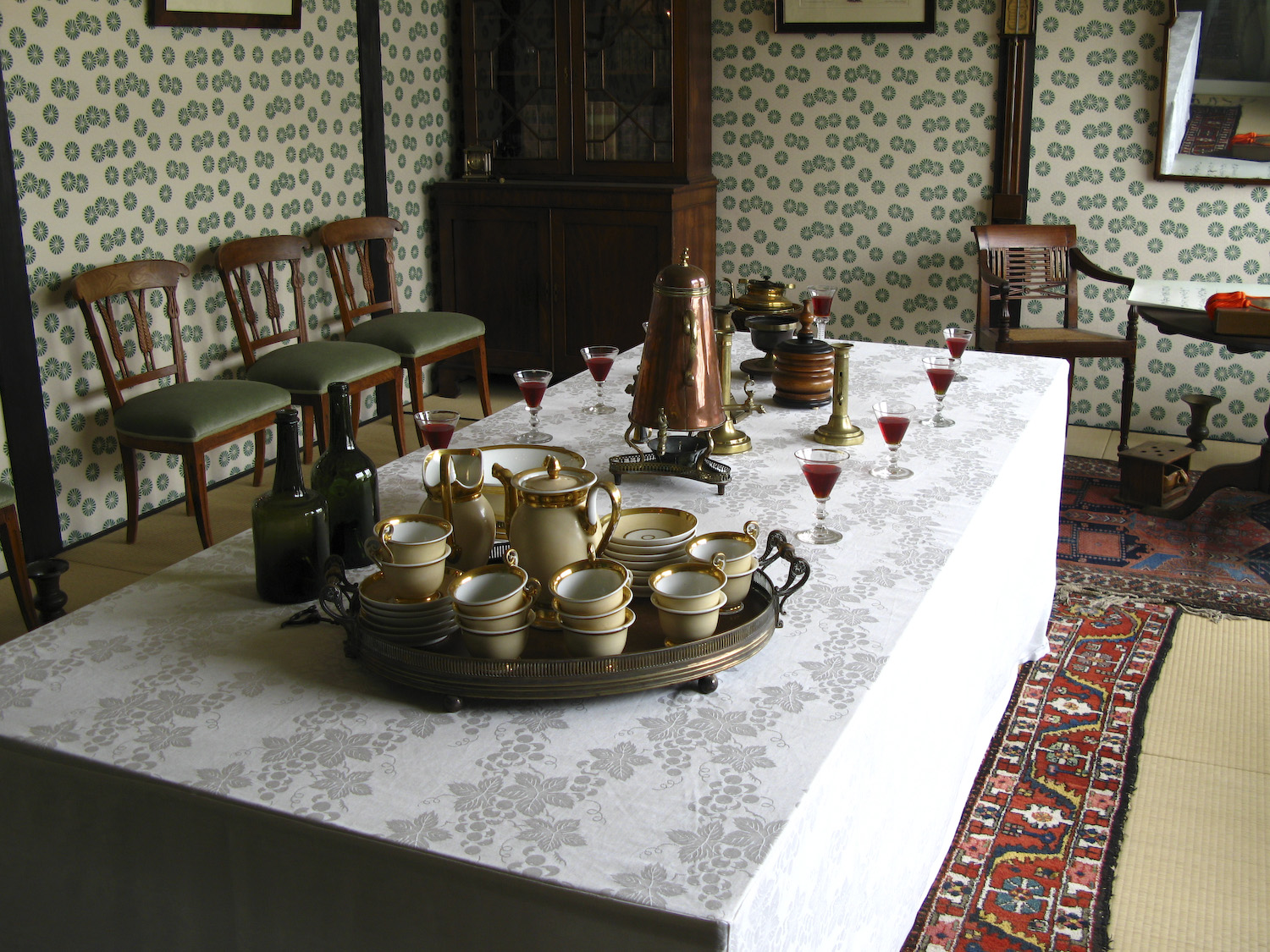
甲比丹部屋
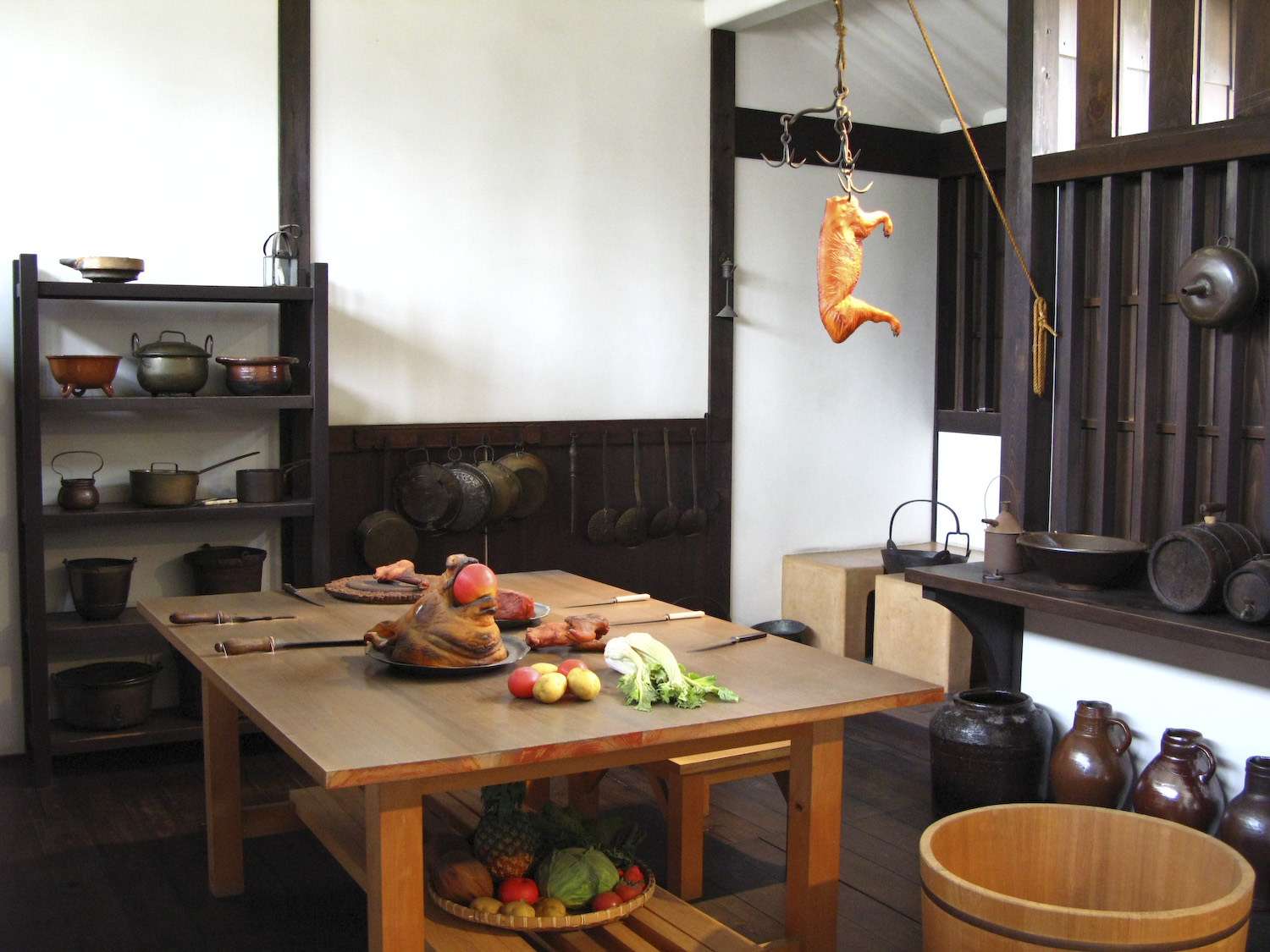
料理部屋
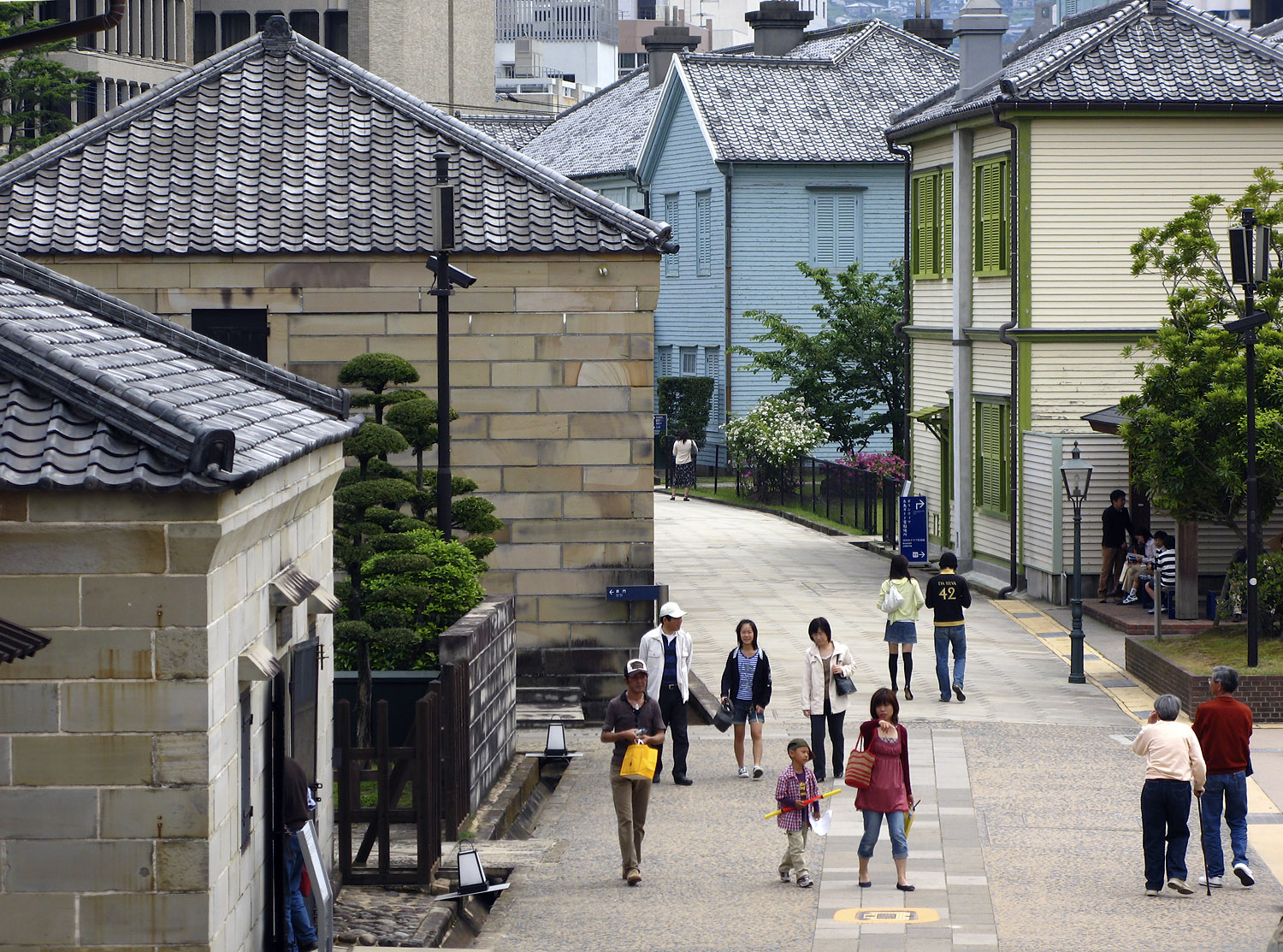
一番船船頭部屋 (荷蘭商船船長及商館員的部屋)
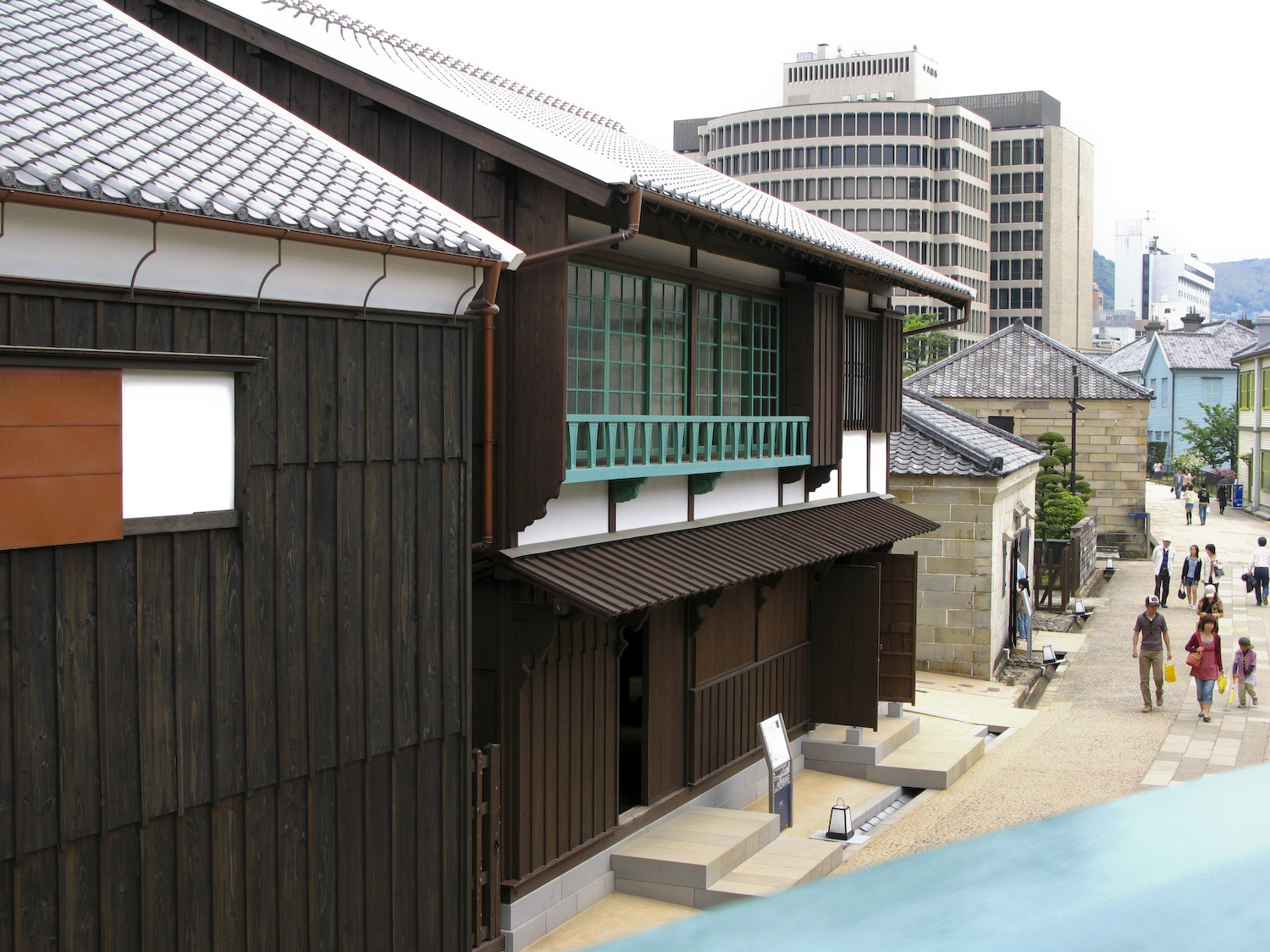
拝礼筆者蘭人部屋（蘭学館）
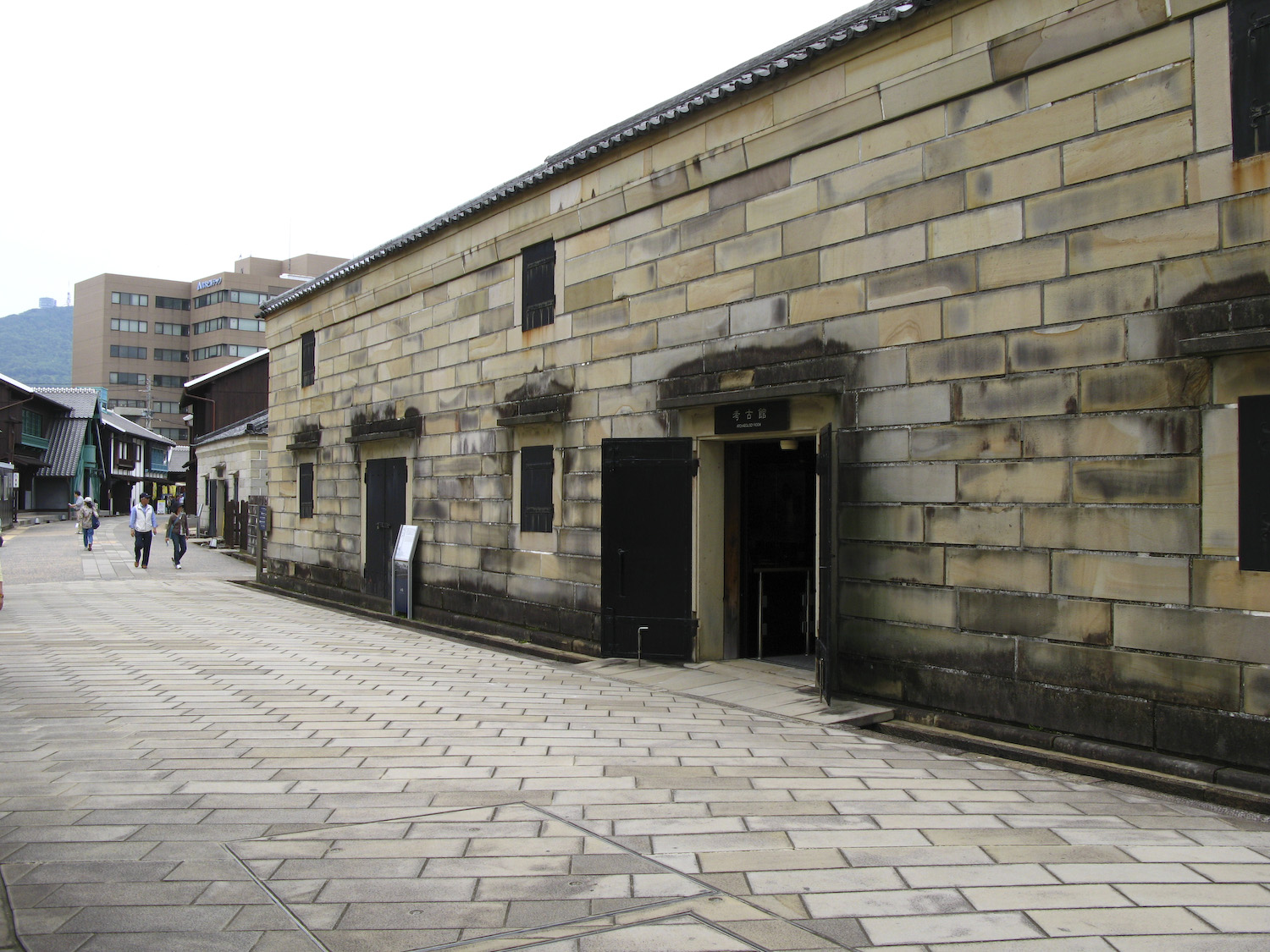
旧石倉
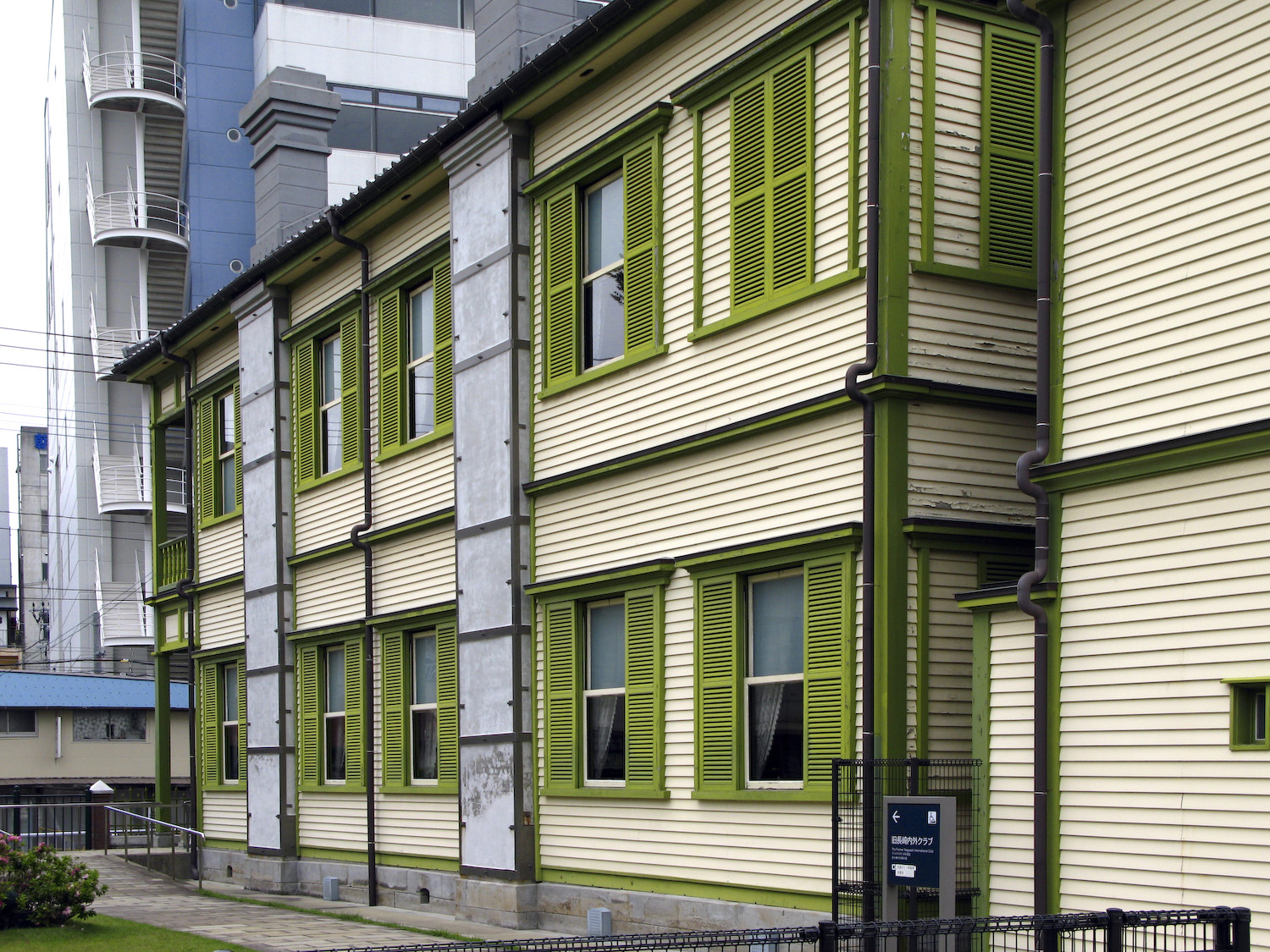
旧長崎内外俱樂部
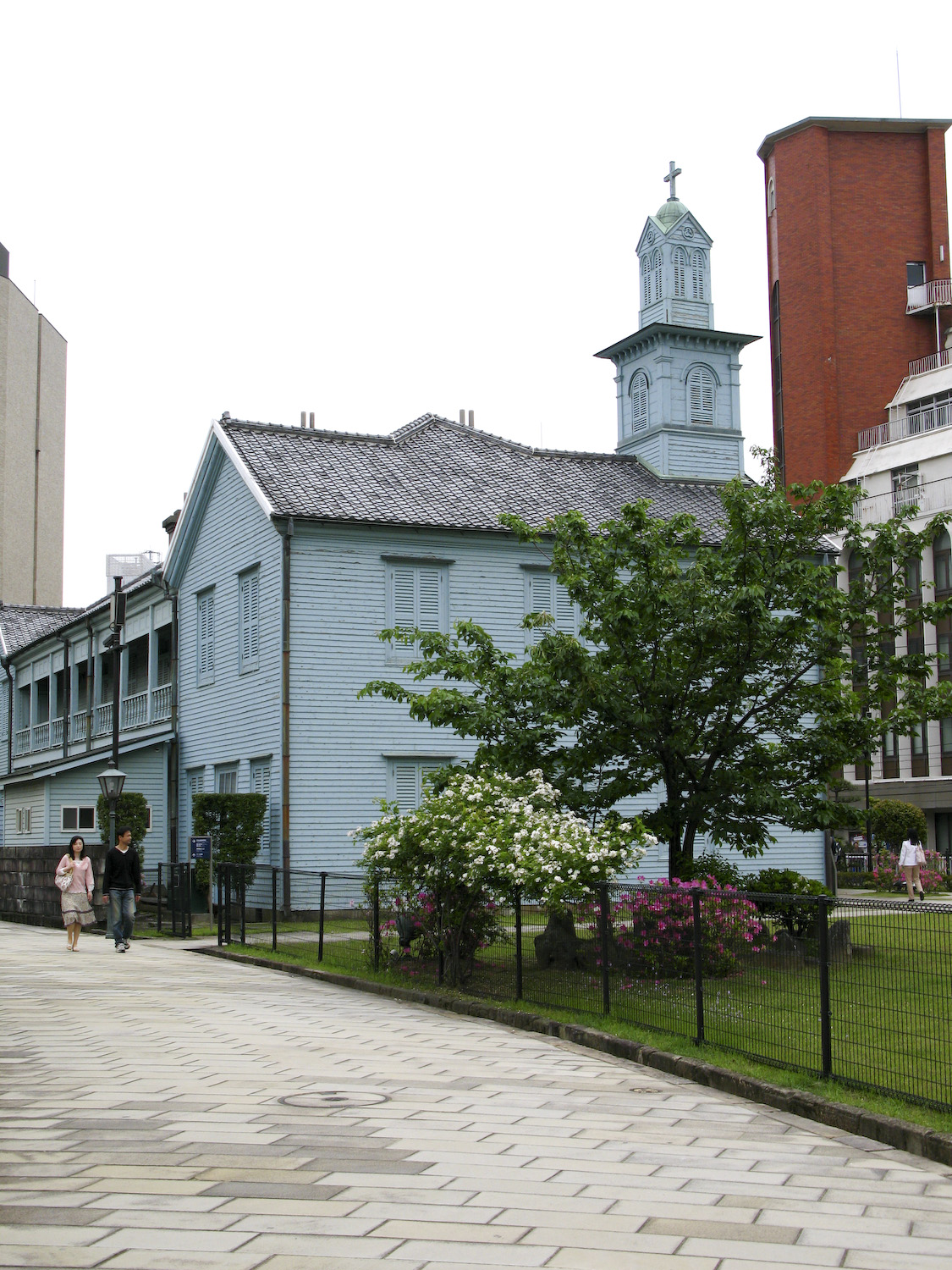
旧出島神學院

## 年表

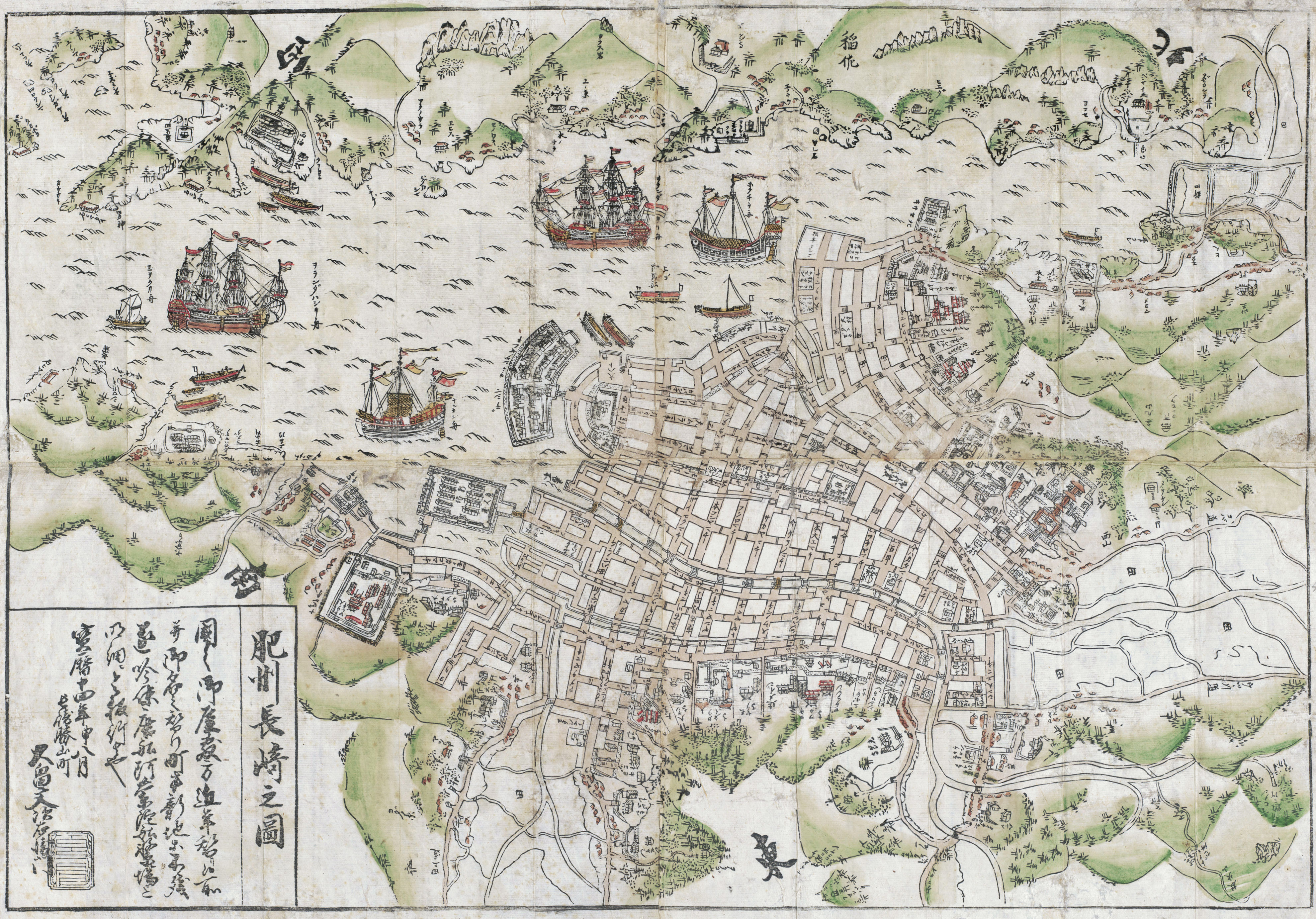
長崎市街圖，1764年。圖中央之扇形小島為出島。

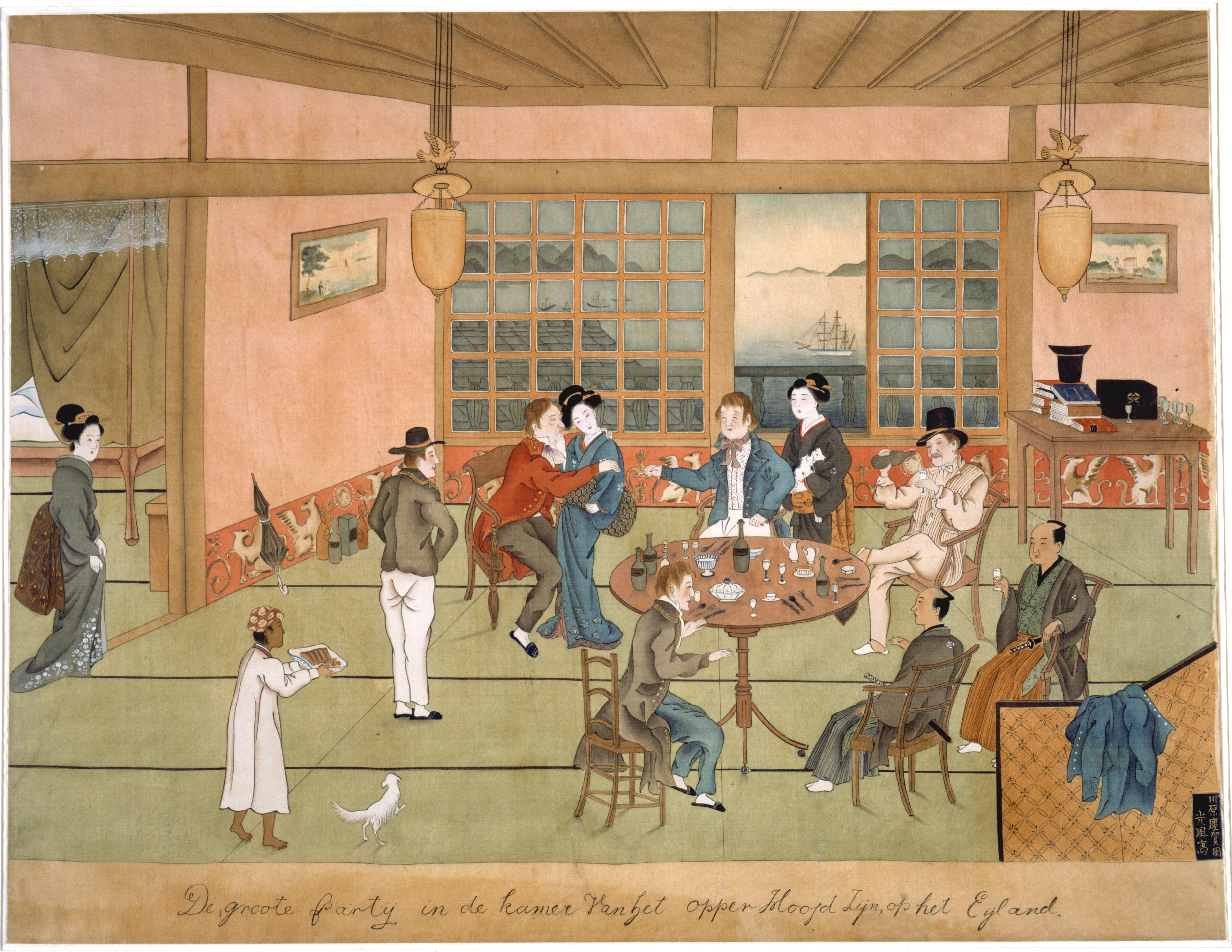
荷蘭人宴客，19世紀早期。

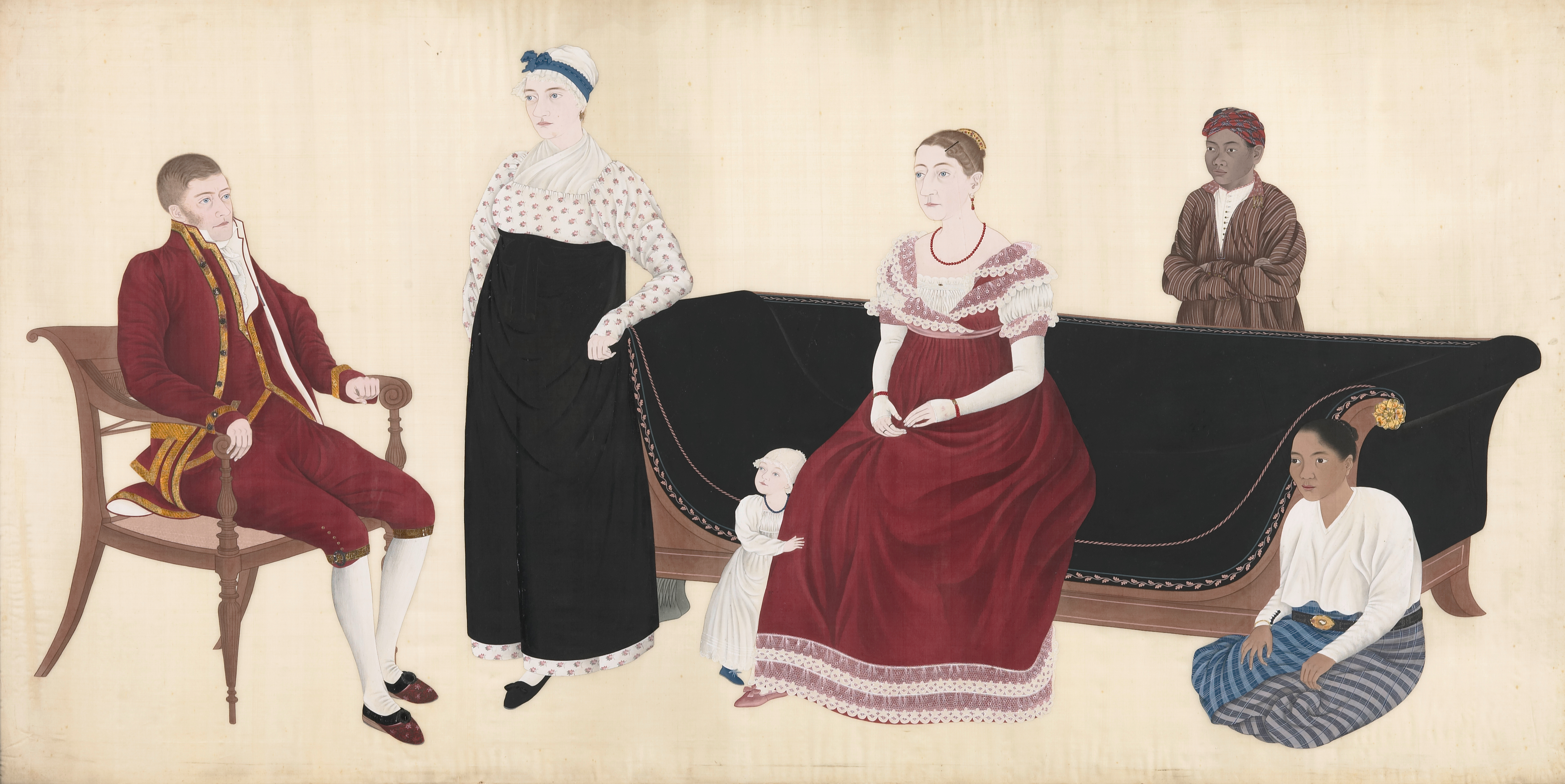
布洛霍夫家族：布洛霍夫、妻子 Titia Bergsma、兒子 Jantje、奶媽 Petronella Munts 以及印尼女僕。1817年。荷蘭國立博物館。

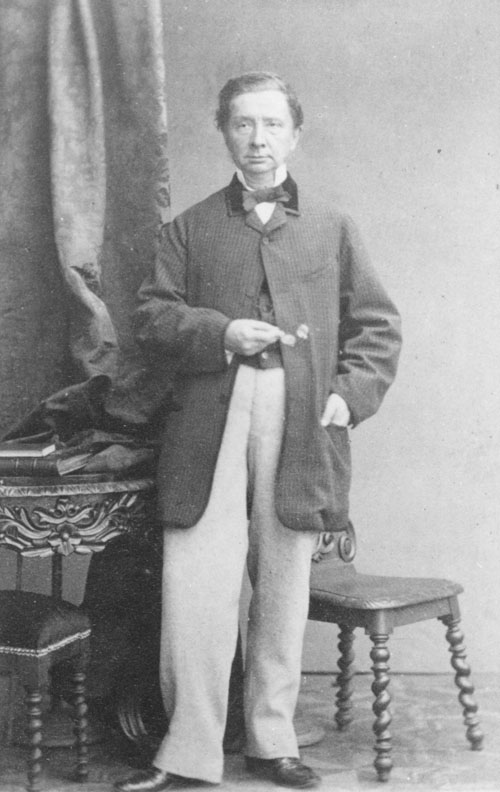
J.H. Donker Curtius，末代出島長官 (任期1852－1860年)。

- 1633年：幕府發布第1次鎖国令，禁止奉書船以外的海外渡航。
- 1634年：開始建築出島。第2次鎖国令，禁止日本人海外渡航。
- 1635年：限制唐船只能在長崎貿易。全面禁止日本人海外渡航及海外日本人帰国 (第3次鎖国令)。
- 1636年：出島建築完成。將葡萄牙人驅逐出長崎市區，收容於出島 (第4次鎖国令)。
- 1637年：島原之亂爆發。
- 1638年：島原之亂平定
- 1639年：第5次鎖国令，禁止葡萄牙船隻来航。
- 1641年：荷蘭商館由平戶轉移至長崎出島 (鎖国体制完成)。
- 1647年：葡萄牙使節来航長崎要求通商，遭拒絕。
- 1673年：英船Return号要求入長崎港進行通商，遭幕府拒絕。
- 1690年：恩格尔贝特·肯普弗来日就任医官。
- 1720年：幕府解禁西洋学術。
- 1775年：卡爾·佩特·屯貝里来日就任医官。
- 1779年：伊萨克·蒂进就任荷蘭商館長官。
- 1798年：出島大火、西南區燒毀。
- 1803年：亨德里克·多夫（英语：Hendrik Doeff）就任荷蘭商館長官。
- 1808年：英船Phaeton号侵入長崎港 (菲頓號事件)、長崎奉行松平康英切腹負責。
- 1817年：揚·科克·布洛霍夫攜眷就任荷蘭商館長官、眷屬被遣返回國。
- 1823年：菲利普·凡·西博爾德来日就任医官。
- 1824年：西博爾德開設鳴滝塾 (私立西醫學校暨診療所)。
- 1825年：幕府發布《異国船打払令》。
- 1828年：西博爾德準備歸國時，被發現持有地圖等違禁品，遭驅逐出境，多人被牽連 (西博爾德事件)。
- 1853年：黑船來航、武力逼迫日本打開門戶。
- 1854年：《日米和親条約》簽訂、鎖国体制終結。《日英和親条約》簽訂，長崎、箱館開港。
- 1855年：《日蘭和親条約》簽訂、長崎海軍伝習所開設。
- 1859年：荷蘭商館關閉，成為領事館。海軍學校遷往江戶築地。
- 1866年：出島編入外国人居留地。
- 1883年：出島週邊的填海造陸工程開始。
- 1904年：長崎港灣改良工程完成，出島完全消失。
- 1922年：大正11年10月12日指定為國家指定史跡「出島荷蘭商館遺跡」
- 1996年：長崎市政府開始修復19世紀出島建築物及河岸護牆工作。